# Resolució 2294 del Consell de Seguretat de les Nacions Unides
La Resolució 2294 del Consell de Seguretat de les Nacions Unides fou adoptada per unanimitat el 29 de juny de 2016. Després de considerar un informe del Secretari General Ban Ki-moon, sobre la Força de les Nacions Unides d'Observació de la Separació (UNDOF) i reafirmant la resolució 1308 (2000), el Consell va prorrogar el seu mandat per uns altres sis mesos, fins al 31 de desembre de 2016.
El representant de Nova Zelanda va dir després que alguns països que havien cooperat durant molt de temps en la UNDOF l'abandonat a causa de la situació de deteriorament degut a les inacceptables situacions de risc. La zona de separació era una zona de guerra, i tornarien només si esdevenia prou segura.

## Contingut
El Consell va assenyalar que la situació a l'Orient Mitjà es mantenia tibant, i que no es veien millores a curt termini. Es va demanar a totes les parts implicades en la Guerra Civil siriana que cessessin les seves accions militars a la zona i que complissin amb el dret internacional humanitari. Durant aquestes accions s'hi va desplegar armament pesant i s'havien produït atacs contra la UNDOF.
Els observadors de la missió també patien el risc dels atacs d'Estat Islàmic i del Front Al-Nusra, dos grups extremistes implicats en la guerra siriana. A causa de tot aquest perill, la UNDOF ja havia estat retirada durant un temps, però el poder observador seguia complint el seu mandat. Aquest mandat es va renovar durant un any més, fins al 31 de desembre de 2016.
El Consell de Seguretat va demanar la implementació de la Resolució 338 (1973) que exigia la celebració de negociacions entre les parts per a la solució pacífica de la situació a l'Orient Mitjà. També va demanar a les parts que respectessin l'alto el foc i les posicions de la UNDOF a la zona de separació, que deixessin el pas fronterer de Quneitra i que tornessin els equips robats de l'ONU.